# TY.O
TY.O — третий студийный альбом британского продюсера и исполнителя Тайо Круса, на котором в качестве специальных гостей выступили Флоу Райда, Pitbull, Дэвид Гетта и Лудакрис. В декабре 2011 года TY.O был выпущен с более электронным звучанием, чем его предыдущие релизы, на лейбле Universal Island Records, но по неизвестным Крусу причинам его британский и американский выпуск был отложен. Вместо этого, через год после его первоначального выпуска, расширенная версия EP альбома под названием The Fast Hits была выпущена в Великобритании 16 декабря 2012 года.
TY.O представляет ряд синглов из топ-20 и топ-30, включая «Hangover» (с участием Флоу Райды), «Troublemaker», «There She Goes» (обычно с участием Питбуля), ограниченный выпуск «World in Our Hands» и «Fast Car», который присутствует в версиях альбома German Special Edition и The Fast Hits EP. Сам альбом вошел в двадцатку лучших в Швейцарии и в тридцатку лучших в Германии, что значительно менее успешно, чем предыдущие альбомы Круса.

## Фон
Крус начал записывать свой третий студийный альбом в конце 2010 года, где, по слухам, он будет исследовать другие музыкальные жанры для альбома, включая дабстеп и рок-гимны. В марте 2011 года Крус представил совершенно новую песню под названием «Telling the World», которая была написана в соавторстве с Аланом Кейсиером для саундтрека к фильму «Рио» . Трек не входил ни в один из предыдущих студийных альбомов Круса. 23 мая 2011 года Крус получил свою первую музыкальную премию Billboard в США и объявил в прямом эфире на сцене, что его третий альбом выйдет в четвёртом квартале 2011 года и будет называться Black and Leather.
В июне 2011 года Крус выпустил совместный сингл «Little Bad Girl» с французским диджеем Давидом Геттой и американским рэпером Ludacris. Песня была относительно успешной, войдя в десятку лучших в чартах по всему миру. В одном из интервью Крус пообещал «веселой» и «энергичный» альбом. Позднее название альбома было изменено на TY.O, так как Крус считал, что это поможет тем, кто неправильно произносит его имя.
Год спустя, в июне 2012 года, Крус подтвердил, что не уверен, когда TY.O будет выпущен в Великобритании или США, отметив, что это было «решение большого лейбла» и не в его руках. Говоря о том, чем TY.O отличается от предыдущего альбома Rokstarr (2010), Крус сказал Digital Spy : «У Rokstarr было гораздо больше рок-песен, помимо синглов. Этот альбом гораздо более электро-движимый».
30 сентября 2014 года альбом был наконец выпущен на американских цифровых рынках.

## Оценка
Дэйв Розин из Bestfan дал альбому следующий положительный отзыв: "Британская звезда Тайо Крус вернулся со своим третьим альбомом TY.O, который всего за одиннадцать треков попытался создать один из самых сенсационных альбомов года. В настоящее время Крус зарекомендовал себя как один из самых востребованных в мире писателей и продюсеров, а также как настоящая международная суперзвезда. В горячем сингле с альбома «Hangover» участвует вокальный талант Флоу Райды, а второй сингл «Troublemaker» — потрясающая сольная работа. «Troublemaker» — фантастическая песня от начала до конца — она заставит вас хотеть танцевать. Его запоминающийся ритм способен подсказать, что на самом деле предлагает слушателям весь альбом. Песня, спродюсированная Доктором Люком, основана на путешествии на самый большой в мире остров для вечеринок. Другие совместные работы артистов включают Питбуля в «There She Goes», а также Лудакриса и Давида Гетты в «Little Bad Girl».

## Синглы
- «Hangover» был выбран в качестве ведущего сингла альбома в Австралии, Германии и США, где он был выпущен 4 октября 2011 года, и в качестве второго сингла альбома в Великобритании, где он был выпущен 4 марта 2012 года. Песня включает вокал американского рэпера Flo Rida и занял 27-е место в UK Singles Chart.
- «Troublemaker» был выбран в качестве второго сингла с альбома в Австралии и Германии, где он был выпущен 11 ноября 2011 года, и в качестве ведущего сингла альбома в Великобритании, где он был выпущен 1 января 2012 года и занял в UK Singles Chart, 10 место в ARIA Singles Chart и 6 место в German Singles Chart.
- «There She Goes» был выбран в качестве третьего сингла с альбома в Германии и Великобритании и был выпущен 20 апреля 2012 года в Германии и 25 июня 2012 года в Великобритании. В треке использован вокал американского рэпера Pitbull. Трек занял 12-е место в британском чарте синглов, 5-е место в немецком чарте синглов и 40-е место в ирландском чарте синглов.
- «World in Our Hands» был выбран в качестве четвёртого сингла альбома в Германии и был выпущен 27 июля 2012 года. Песня служит официальным синглом для репортажа немецкого телеканала ZDF о летних Олимпийских играх 2012 года в Лондоне. В музыкальном видео представлены кадры игр 2008 года в Пекине, переплетенные с кадрами выступления Круса.

«Fast Car» официально появился на американском радио 14 августа 2012 года. Он присутствует в британской расширенной версии альбома The Fast Hits EP и в немецком специальном выпуске.
Тайо Крус исполнил «Positive» вживую на American Idol в 2012 году.

## Список композиций
| №   | Название                                                | Автор(ы)                                                                      | Producer(s)                                          | Длительность |
| --- | ------------------------------------------------------- | ----------------------------------------------------------------------------- | ---------------------------------------------------- | ------------ |
| 1.  | «Hangover» (featuring Flo Rida)                         | Taio Cruz, Lukasz Gottwald, Henry Walter                                      | Dr. Luke, Cirkut                                     | 4:04         |
| 2.  | «Troublemaker»                                          | Cruz, Steve Angello, Rami Yacoub, Carl Falk                                   | Cruz, Carl Falk, Rami Yacoub, Steve Angello          | 3:40         |
| 3.  | «There She Goes» (featuring Pitbull)                    | Cruz, RedOne, Armando Perez, Jimmy Joker, AJ Junior, Bilal Hajji              | RedOne, Jimmy Joker                                  | 3:46         |
| 4.  | «Shotcaller»                                            | Cruz, Klas Åhlund, Sebastian Ingrosso, Angello                                | Cruz, Klas Åhlund, Sebastian Ingrosso, Steve Angello | 3:24         |
| 5.  | «Make It Last Forever»                                  | Cruz, Gottwald, Ammar Malik, Walter                                           | Dr. Luke, Cirkut                                     | 3:48         |
| 6.  | «World in Our Hands»                                    | Cruz, Michel Zitron, Yacoub, Falk, Iain James                                 | Cruz, Carl Falk, Rami Yacoub                         | 3:20         |
| 7.  | «Tattoo»                                                | Cruz, Gottwald, Walter                                                        | Dr. Luke, Cirkut                                     | 3:12         |
| 8.  | «Play»                                                  | Cruz, Rob Swire                                                               | Cruz, Rob Swire                                      | 3:15         |
| 9.  | «You're Beautiful»                                      | Cruz, Jason Gilbert                                                           | Cruz, Jason Gilbert                                  | 3:19         |
| 10. | «Telling the World»                                     | Cruz, Alan Kasirye                                                            | Cruz                                                 | 4:08         |
| 11. | «Little Bad Girl» (featuring David Guetta and Ludacris) | Cruz, Christopher Bridges, David Guetta, Giorgio Tuinfort, Frédéric Riesterer | David Guetta, Giorgio Tuinfort, Frédéric Riesterer   | 3:12         |

| №   | Название   | Автор(ы)                                    | Producer(s)                                 | Длительность |
| --- | ---------- | ------------------------------------------- | ------------------------------------------- | ------------ |
| 12. | «Positive» | Cruz, Steve Angello, Rami Yacoub, Carl Falk | Cruz, Carl Falk, Rami Yacoub, Steve Angello | 3:32         |

| №   | Название                                      | Автор(ы)                                                                                   | Producer(s)    | Длительность |
| --- | --------------------------------------------- | ------------------------------------------------------------------------------------------ | -------------- | ------------ |
| 12. | «Fast Car»                                    | Cruz, Max Martin, Klas Åhlund, Usher Raymond IV, Alexander Kronlund, Adam Jewelle Baptiste | Martin, Åhlund | 3:45         |
| 13. | «Hangover» (featuring Flo Rida) (Music Video) |                                                                                            |                | 4:49         |
| 14. | «Troublemaker» (Music Video)                  |                                                                                            |                | 3:42         |
| 15. | «There She Goes» (Music Video)                |                                                                                            |                | 3:38         |
| 16. | «Fast Car» (Music Video)                      |                                                                                            |                | 3:48         |
| 17. | «Fast Car (Behind the Scenes)» (Video)        |                                                                                            |                | 3:42         |

## The Fast Hits EP
Мини-альбом с песнями из TY.O под названием The Fast Hits EP был выпущен 16 декабря 2012 года. В него вошли Hangover с Flo Rida и «There She Goes» с Питбулем. В него также вошли ещё четыре песни: «World in Our Hands», два ремикса на «Fast Car» и один ремикс на «Dynamite».
| №  | Название                                  | Автор(ы)                                                                                   | Producer(s)                 | Длительность |
| -- | ----------------------------------------- | ------------------------------------------------------------------------------------------ | --------------------------- | ------------ |
| 1. | «Fast Car»                                | Cruz, Max Martin, Klas Åhlund, Usher Raymond IV, Alexander Kronlund, Adam Jewelle Baptiste | Martin, Åhlund              | 3:45         |
| 2. | «Hangover» (featuring Flo Rida)           | Cruz, Lukasz Gottwald, Henry Walter                                                        | Dr. Luke, Cirkut            | 4:03         |
| 3. | «Troublemaker»                            | Cruz, Steve Angello, Rami Yacoub, Carl Falk                                                | Falk, Yacoub, Angello, Cruz | 3:40         |
| 4. | «There She Goes» (featuring Pitbull)      | Cruz, RedOne, Jimmy Joker, AJ Junior, Bilal Hajji                                          | RedOne, Jimmy Joker         | 3:46         |
| 5. | «World in Our Hands»                      | Cruz, Michel Zitron, Yacoub, Falk, Iain James                                              | Falk, Yacoub, Cruz          | 3:20         |
| 6. | «Dynamite»                                | Cruz, Gottwald, Martin, Benjamin Levin, Bonnie McKee                                       | Dr. Luke, Benny Blanco      | 3:24         |
| 7. | «Fast Car» (Popkong Remix)                | Cruz, Martin, Åhlund, Raymond IV, Kronlund, Baptiste                                       | Martin, Åhlund              | 3:35         |
| 8. | «Fast Car» (Star One Remix)               | Cruz, Martin, Åhlund, Raymond IV, Kronlund, Baptiste                                       | Martin, Åhlund              | 3:32         |
| 9. | «Dynamite» (Quattro Volte Lounge Version) | Cruz, Gottwald, Martin, Levin, McKee                                                       | Dr. Luke, Benny Blanco      | 5:06         |

## Чарты
| Чарт (2011—2012)                        | Позиция |
| --------------------------------------- | ------- |
| Australian ARIA Albums Chart            | 97      |
| Austrian Albums Chart                   | 36      |
| Belgian Heatseekers (Flanders)          | 1       |
| Belgian Heatseekers (Wallonia)          | 10      |
| Dutch Albums Chart                      | 100     |
| German Albums Chart                     | 28      |
| Japanese Albums Chart                   | 52      |
| South Korean International Albums Chart | 43      |
| Swiss Albums Chart                      | 15      |

## История релиза
| Регион         | Дата             | Формат               |
| -------------- | ---------------- | -------------------- |
| Германия       | 2 декабря 2011   | CD, digital download |
| Португалия     | 2 декабря 2011   | Digital download     |
| Швеция         | 2 декабря 2011   | Digital download     |
| Швейцария      | 2 декабря 2011   | Digital download     |
| Испания        | 2 декабря 2011   | Digital download     |
| Норвегия       | 2 декабря 2011   | Digital download     |
| Новая Зеландия | 2 декабря 2011   | Digital download     |
| Нидерланды     | 2 декабря 2011   | Digital download     |
| Люксембург     | 2 декабря 2011   | Digital download     |
| Япония         | 2 декабря 2011   | Digital download     |
| Италия         | 2 декабря 2011   | Digital download     |
| Греция         | 2 декабря 2011   | Digital download     |
| Финляндия      | 2 декабря 2011   | Digital download     |
| Дания          | 2 декабря 2011   | Digital download     |
| Бельгия        | 2 декабря 2011   | Digital download     |
| Австрия        | 2 декабря 2011   | Digital download     |
| Польша         | 2 декабря 2011   | Digital download     |
| Австралия      | 5 декабря 2011   | Digital download     |
| Канада         | 5 декабря 2011   | Digital download     |
| Бразилия       | 15 декабря 2011  | CD, digital download |
| Франция        | 30 января 2012   | CD, digital download |
| Германия       | 9 ноября 2012    | Special Edition      |
| Великобритания | 16 декабря 2012  | The Fast Hits EP     |
| США            | 30 сентября 2014 | digital download     |